# Chelifera bidenta
Chelifera bidenta är en tvåvingeart som beskrevs av James David Macdonald 1994. Chelifera bidenta ingår i släktet Chelifera och familjen dansflugor.
Artens utbredningsområde är Kalifornien. Inga underarter finns listade i Catalogue of Life.